# Rain (stad)
Rain är en stad i Landkreis Donau-Ries i Regierungsbezirk Schwaben i förbundslandet Bayern i Tyskland. Staden är belägen där floden Lech flyter ut i Donau, cirka 40 kilometer norr om Augsburg och cirka 40 kilometer väst om Ingolstadt. Folkmängden uppgår till cirka 9 000 invånare på en yta av 77 kvadratkilometer.
Staden ingår i kommunalförbundet Rain tillsammans med kommunerna Genderkingen, Holzheim, Münster och Niederschönenfeld.
Staden är känd för att det var där den svenska armén den 6 april 1632 bröt in i Bayern och kunde erövra München. Rain förlorades till dom kejserliga styrkorna efter en kort tids belägring som resulterade i en kapitulation den 25 september. Den svenska garnisonen fick avgå i fred till Augsburg men där lät kung Gustav II Adolf avrätta garnisonschefen för sitt misslyckande att hålla Rain. Staden återtogs den 1 oktober av svenskarna. Övergången av Lech var en av Gustav II Adolfs mest berömda krigshandlingar. Det var för övrigt där Tilly mötte sitt öde i form av en svensk kanonkula.